# Ceratina immaculata
Ceratina immaculata är en biart som beskrevs av Heinrich Friese 1910. Ceratina immaculata ingår i släktet märgbin, och familjen långtungebin. Inga underarter finns listade i Catalogue of Life.